# Chantal Ringuet
 (novembre 2024).
Si vous disposez d'ouvrages ou d'articles de référence ou si vous connaissez des sites web de qualité traitant du thème abordé ici, merci de compléter l'article en donnant les références utiles à sa vérifiabilité et en les liant à la section « Notes et références ».
 (décembre 2024).
 (décembre 2024).
Chantal Ringuet, née à Québec, est une écrivaine, chercheuse et traductrice littéraire québécoise.

## Biographie
Écrivaine, chercheuse et traductrice littéraire primée, Chantal Ringuet est l’auteure d'une dizaine ouvrages qui abordent divers sujets dans plusieurs genres : poésie, essais historiques et culturels, récit biographique, anthologie. Ses travaux s’intéressent aux enjeux de la mémoire et de la traversée des langues dans l’espace urbain, à la littérature yiddish, à Leonard Cohen, aux voix des femmes et à la culture de la célébrité. Traductrice de l’anglais et du yiddish, elle fait revivre en français les voix respectives de Marc Chagall, Rachel Korn et Adrienne Rich. Écrivaine en résidence Mordecai Richler 2024 au Département des littératures de langue française, de traduction et de création de l'Université McGill.
Sa démarche intellectuelle et artistique interroge les questions du déracinement et de l’enracinement, le sentiment d'exil, la migration, la diaspora, la mobilité, l’hybridité culturelle et littéraire. L’archive, les œuvres visuelles et la photographie y occupent une place essentielle. S'ajoutant à deux livres d'artiste centrés respectivement sur l'imaginaire d'Odessa et sa déchirure (Le chant d'Odessa, 2024) et la migration selon le peintre Jean-Paul Riopelle (Trois entretiens, 2023), ses travaux récents explorent les liens entre poésie, traduction et musique, la transmission intergénérationnelle, le rapport à l'écologie en tant que lieu de mémoire vivante et les enjeux de la (dé)commémoration. Entre histoire collective et mémoire familiale, l’écriture de Chantal Ringuet est porteuse d’échos, de traces et de résonances du sensible: ruines vivantes, traumas enfouis et secrets oubliés. En cela, ses travaux présentent une vision inclusive du passé qui s'inscrit dans le présent et dialogue avec l'avenir. De plus, ils proposent des réflexions qui s'inscrivent en continuité avec ceux de Sherry Simon (traduction culturelle), Marianne Hirsch (post-mémoire par affiliation) et Rebecca Solnit (imaginaire des villes), tout en puisant une source d'inspiration incontournable dans l'héritage de la Mitteleuropa et sa postérité (les essais de Walter Benjamin, les romans de Franz Kafka et d'Aharon Appelfeld, la poésie de Paul Celan, Ingeborg Bachmann, Rachel Korn et Henri Meschonnic). 
En novembre 2022, le récital poétique Les seuils muets présenté au Conservatoire d'art dramatique de Québec dans une mise en scène met en scène de Marie-Ginette Guay présente l'œuvre poétique de Marie-Claire Blais accompagnée de poèmes tirés du recueil Forêt en chambre de Chantal Ringuet. La même année, elle a été commissaire de l’exposition Reboisements à la Chapelle des Cuthbert dans la région de Lanaudière, un projet littéraire et écosensible valorisant les patrimoines locaux (la première chapelle protestante au Québec et les spécimens d'arbres), tout en honorant la mémoire de Catherine Cairns, la défunte inhumée en ces lieux. Elle a aussi réalisé le balado Écrire la fureur. Femmes poètes en traduction sur les œuvres respectives de Nicole Brossard et Adrienne Rich, avec l'Association des traductrices et des traducteurs littéraires du Canada et Littérature québécoise mobile. En parallèle, sa démarche créatrice valorisant l'héritage du travail des femmes et celui de la communauté juive dans le domaine textile l'a amenée à faire un perfectionnement professionnel en broderie d'art (2023), suivi d'un perfectionnement professionnel en arts imprimés (2024) grâce à l'appui du Conseil des arts du Canada.
Docteure en études littéraires de l'Université du Québec à Montréal également formé en philosophie à l'Université de Montréal, elle a fait postdoctorat sur le pluralisme culturel et les écrivains yiddish à l'Université d'Ottawa. Ce faisant, elle a appris le yiddish au Canada et en Lituanie (Vilnius) et a parcouru les lieux de mémoire de la diaspora juive afin de documenter ses travaux. Cela l'a amenée à travailler sur les écrivains et artistes de la diaspora ayant émigré dans les grandes métropoles nord-américaines telles que Montréal et New York. En 2015-16, elle fait des recherches sur les écrivaines yiddish Rokhl (Rachel) Korn et Kadia Molodowski à l'Institute for Jewish Research (YIVO Fellow) à New York, puis au Hadassah-Brandeis Institute (Université Brandeis) en tant que chercheuse en résidence. En décembre 2015, la découverte dans les archives du YIVO du manuscrit de l'autobiographie originale de Marc Chagall, publiée en yiddish en 1925 dans la revue littéraire Di Tsukunft (L'avenir), l'incite à le traduire en français avec Pierre Anctil. L'ouvrage paraît en janvier 2017, alors que s'ouvre l'exposition de Chagall. Couleur et musique au Musée des beaux-arts de Montréal.
Elle est invitée dans certaines résidences littéraires: en création (Winter Writers' Retreat) et en traduction littéraire (BILTC) au Centre des arts de Banff. En 2019, elle inaugure la résidence d'écriture à la Gröndalshus de Reykjavik, Ville de littérature de l'UNESCO/UNESCO City of Literature.
Elle est membre associée au Centre de recherches Arts Cultures Sociétés (CÉLAT-UQAM); chercheuse associée à l'Université Concordia (2014-2019) et à l'Université Brandeis (2016-2021) et enseignante-chercheuse à l'Institut européen Emmanuel Lévinas à Paris (2014-2017).

### Ouvrages
- Le chant d'Odessa, livre d'artiste, Atelier-Galerie A. Piroir, Montréal, 2024. Avec E. Reznik.
- Trois entretiens, livre d'artiste autour de Jean-Paul Riopelle réalisé dans le cadre du programme Dialogues Riopelle, Atelier-Galerie A. Piroir, Montréal, juin 2023. Avec les poètes Chantal Ringuet, Joséphine Bacon et Hélène Dorion et les artistes visuels Peter Krausz, Catherine Farish, Olivier Bodart, Peter Krauz, Jamasee Pitseolak et Monique Martin.
- Forêt en chambre, Montréal, Éditions du Noroît, 2022. Avec des photographies de Marc-André Foisy.
- Alys Robi a été formidable, Montréal, Québec Amérique, 2021.
- Leonard Cohen, "Chanteurs poètes", Paris, Plon, collection Fidelio, 2021.
- Duetto Leonard Cohen, Paris, Nouvelles lectures, 2019.
- Leonard Cohen (John Zeppetelli, Victor Shiffman, Sylvie Simmons, Chantal Ringuet), catalogue d'exposition, Montréal, Musée d'art contemporain de Montréal, 2018.
- Un pays où la terre se fragmente. Carnets de Jérusalem, essai, Montréal, Linda Leith éditions, avril 2017.
- (avec Gérard Rabinovitch), Les révolutions de Leonard Cohen, ouvrage collectif, Québec, Presses de l'Université du Québec, avril 2016.
- Under the Skin of War, poésie (inspiré par les photographies de Don McCullin), Ottawa, BuschekBooks, 2014.
- Voix yiddish de Montréal, anthologie, Montréal, Moebius, no  139, Préface de Lazer Lederhendler, 2013.
- À la découverte du Montréal yiddish, essai, Montréal, Fides, Préface de Sherry Simon, 2011.
- Le sang des ruines, poésie, Gatineau, Écrits des hautes terres, coll. « Cimes », 2010.
- (avec Daniel Chartier et Véronique Pepin), Littérature, immigration et imaginaire au Québec et en Amérique du Nord, Paris, L'Harmattan, coll. « Études transnationales, francophones et comparées », 2006.

### Traductions

#### En revue
- Nina Berkhout, "Arrivées et départs" (extraits), traductions de l'anglais par Chantal Ringuet, Revue Exit, no 114, Montréal, Éditions Gaz Moutarde, p. 34-38.
- Alicia Borinsky, "Femmes frivoles et autres pécheresses" (extraits), traductions de l’espagnol par Chantal Ringuet, Revue Exit, no 106, Montréal, Éditions Gaz Moutarde, p. 17-28.
- "Prédestinations: Rachel Korn par Chantal Ringuet", Revue Ellipse, no 91, "Traduction et création littéraire", 2022.
- "Suite yiddish", dossier de littérature en traduction, Les écrits, Revue de l'Académie des lettres du Québec, no 153, septembre 2018, p. 67-91.

#### Ouvrages
- Adrienne Rich, Plonger dans l'épave. Diving into the Wreck. Poèmes 1971-1972 (édition bilingue), Montréal, Éditions du Noroît, 2024.
- Marc Chagall, Mon univers. Autobiographie, traduit du yiddish avec Pierre Anctil, Montréal, Fides, 2017.
- Elaine Kalman Naves, Portrait d'un scandale. Le procès d'avortement de Robert Notman (Portrait of a Scandal. The Abortion Trail of Robert Notman), Montréal, Fides, 2017.
- Elaine Kalman Naves, Shoshanna. Mère et fille dans les ténèbres de l'histoire (Shoshanna's Story. A Mother, A Daughter and the Shadow of History), Montréal, Alias, Groupe Nota Bene, 2017.
- Les échos de la mémoire. Une enfance palestinienne à Jérusalem, traduction de Issa J. Boullata (The Bells of Memory. A Palestinian Boyhood in Jerusalem), Montréal, Mémoire d'encrier, 2015.
- Momento. Morceaux de vie, traduction de George S. Zimbel (Momento. A Book of Moments), London, Black Dog Publishing, 2015.
- Forme et lumière. Le musée Aga Khan, traduction (Pattern and Light. The Aga Khan Museum), New York, Skira Rizzoli Publications, Inc., 2014.
- Voix yiddish de Montréal, traduction (sélection de textes en yiddish), Montréal, Moebius, no 139, Préface de Lazer Lederhendler, 2013.
- Légendes de Vancouver, traduction de E. Pauline Johnson (Legends of Vancouver), Boucherville, Presses de Bras-d'Apic, 2012.

### Préfaces
- Plonger dans l'oeuvre radicale d'Adrienne Rich, préface de l'ouvrage Plonger dans l'épave. Diving into the Wreck. Poèmes 1971-1972 (édition bilingue), Montréal, Éditions du Noroît, 2024, p. 7-10.
- Un poète yiddish traverse l'Atlantique dans Mon voyage au Canada de Sholem Shtern, traduit du yiddish par P. Anctil, Montréal, Éditions du Noroît, 2018.
- Un beau ténébreux chez les nevi'im, préface de l'ouvrage Leonard Cohen. Seul l'amour de Jacques Julien, Montréal, Triptyque, 2014.
- Une dame victorienne et une princesse mohawk dans Légendes de Vancouver de E. Pauline Johnson (Legends of Vancouver), Boucherville, Presses de Bras-d'Apic, 2012.

### Articles
- "Leonard Cohen (1934-2016)", Dictionnaire historique du Plateau Mont-Royal, Montréal, Écosociété, 2017, p. 84-85.
- "Une constellation de dérives", revue Les Écrits, n°144, Montréal, 2015, p. 223-234.
- "Les aventures d'une traductrice dans le Yiddishland à l'ère postvernaculaire", revue Convergences francophones, vol. 2, n°1, "Figure(s) du traducteur", 2015, p. 72-90.

## Honneurs
- Prix littéraire Jacques-Poirier 2009
- YIVO Fellow, New York, 2015-2016
- Canadian Jewish Literary Award 2017, catégorie "Jewish Thought and Culture"
- Bourse postdoctorale du Conseil de recherche en sciences humaines du Canada, 2007-2009
- Bourse doctorale du Fonds de recherche du Québec - Société et culture, 2003-2006.